# ذبابية زنجفرية
ذبابية زنجفرية (الاسم العلمي: Vermileonidae)، فصيلة حشرات من ذوات الجناحين (العضو الوحيد في تحت رتبة ذبابيات زنجفرية). تحتوي على أقل من 80 نوع نادر في 10 أجناس.